# Gary Baseman

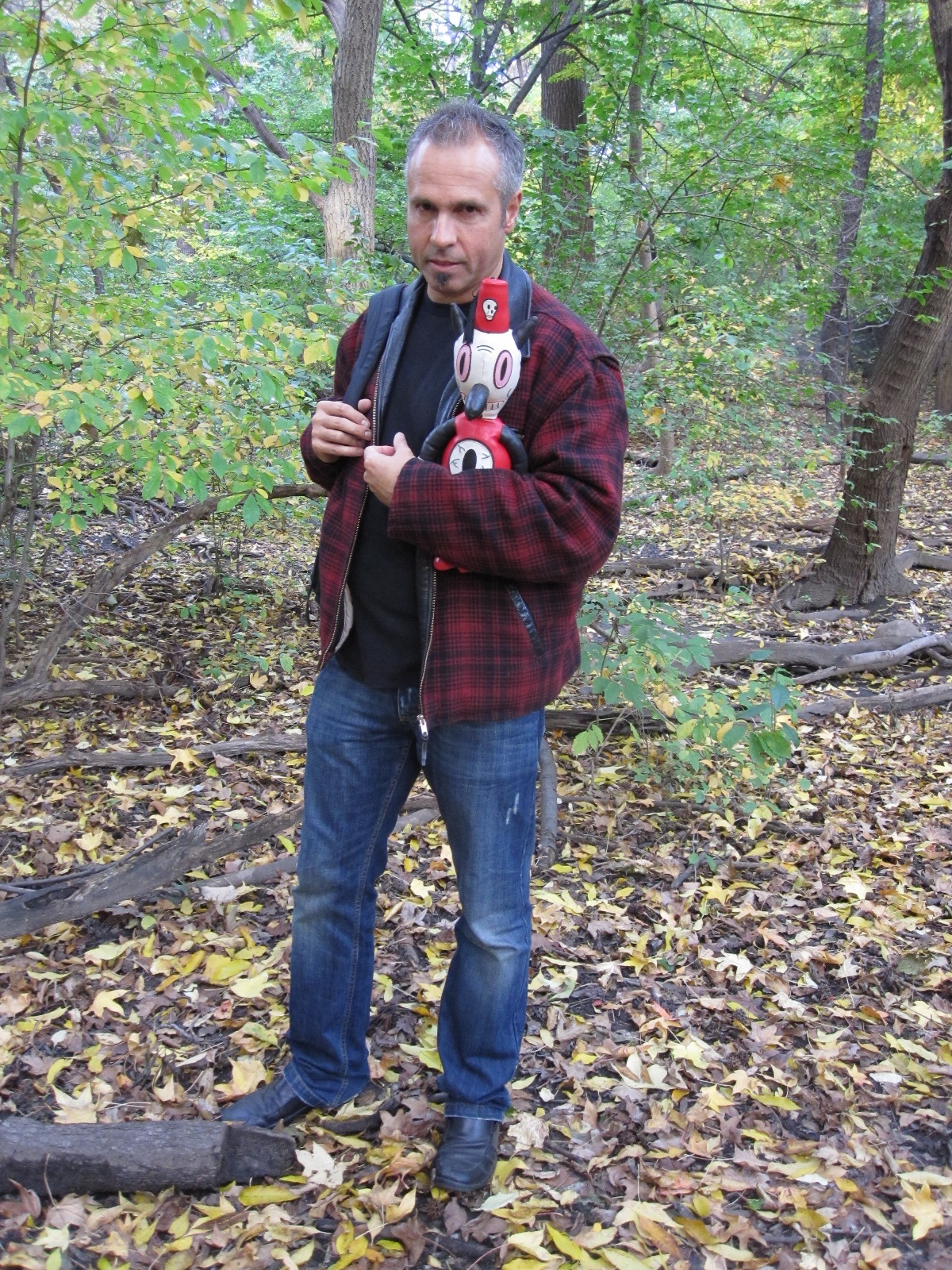
Gary Baseman und Toby 2009

Gary Baseman (* 1960 in Los Angeles, Kalifornien, USA) ist ein US-amerikanischer Cartoonist, Künstler und Illustrator.
Baseman erlangte 1982 den Phi Beta Kappa Grad der Universität von Californien (UCLA).
Baseman ist einer der Erfinder und Executive Producer der TV-Animationsserie Teacher’s Pet von ABC/Disney, welche zwei Jahre hintereinander den Emmy für die beste Daytime Animationsserie gewann sowie einen British Emmy (BAFTA) für das beste internationale Kinderprogramm.
Basemans Illustrationen erschienen u. a. im Time, im Rolling Stone, in der Gentlemen’s WorldGQ, im The New Yorker, und in der New York Times.
Die National Portrait Gallery in Washington und das Museum für Moderne Kunst in Rom zeigen Basemans Werke in ihren Dauerausstellungen. Allerdings stellt Baseman seine Malerei auch in eigenen Galerie-Ausstellungen in New York, Los Angeles, Rom und Tokio aus. Er hält Vorlesungen an international renommierten Universitäten wie der School of Visual Arts in NY, dem Royal College of Art in London oder dem Art Center in LA.
In der Urban Vinyl Szene gelangte Baseman durch seine Figuren Dumb Luck oder Fire Water Bunny schnell zu großer Bekanntheit. Baseman wurde zu  verschiedenen Designer Toy Serien eingeladenen, unter anderem mit mehreren Arbeiten des Dunny.

## Arbeiten
- Dumb Luck: The Art of Gary Baseman (ISBN 0-8118-4423-4)
- American Illustration 22 (ISBN 1-886212-20-1)
- Dark Horse Deluxe Stationery Exotique: Gary Baseman’s Black Cat Serenade (ISBN 1-56971-923-3)
- Modular Populous (ISBN 0-9724888-1-2)
- Dark Horse Deluxe Journal: Gary Baseman (ISBN 1-59307-061-6)